# Sloviansk (huyện)
Huyện Sloviansk (tiếng Ukraina: Слов'янський район, chuyển tự: Sloviansks’kyi raion) là một huyện của tỉnh Donetsk thuộc Ukraina. Huyện Sloviansk có diện tích 1274 kilômét vuông, dân số theo điều tra dân số ngày 5 tháng 12 năm 2001 là 39165 người với mật độ 31 người/km2. Trung tâm huyện nằm ở Sloviansk.